# Cỏ bò biển
Cỏ bò biển (danh pháp hai phần: Thalassia hemprichii) là một loài cỏ biển trong họ Thủy thảo (Hydrocharitaceae). Loài này phân bố khắp vùng Ấn Độ Dương và Thái Bình Dương. Rùa biển và cá cúi (bò biển) dùng cỏ này làm thức ăn.
Lá của cỏ bò biển có hình lưỡi liềm, rộng khoảng 0,5–1 cm và dài 7–40 cm (thường thì không quá 25 cm). Màu lá có thể lốm đốm đỏ, tím hay nâu đậm do tế bào tanin gây nên.
 Loài này có cây đực và cây cái riêng. Quả hình bầu dục và đầy gai, bên trong có tối đa chín hạt nhỏ.
Các mối đe dọa từ con người và tự nhiên như nạn khai thác cá bằng lưới vét, xây dựng bến du thuyền, ô nhiễm dầu,...hay biến đổi khí hậu, bão, sóng,...đều có tác động lên cỏ bò biển.